# Slide.
Slide. (スライド.?, Suraido.) è l'ottavo singolo della rock band visual kei giapponese Plastic Tree. È stato pubblicato il 19 aprile 2000 dall'etichetta major Warner Music.

## Tracce
Dopo il titolo è indicata fra parentesi "()" la grafia originale del titolo.
1. Slide. (スライド.?) - 4:21 (Ryūtarō Arimura - Tadashi Hasegawa)
2. Organ. (オルガン.?) - 3:51 (Ryūtarō Arimura, Tadashi Hasegawa - Tadashi Hasegawa)
3. Veranda. (ベランダ.?) - 3:50 (Ryūtarō Arimura - Tadashi Hasegawa)

## Altre presenze
- Slide.:
  - 23/08/2000 - Parade
  - 14/11/2001 - Plastic Tree Single Collection
  - 07/11/2002 - Premium Best
  - 26/10/2005 - Best Album
- Organ.:
  - 14/11/2001 - Plastic Tree Single Collection
- Veranda.:
  - 23/08/2000 - Parade
  - 26/10/2005 - Best Album
  - 05/09/2007 - B men gahō

## Formazione
- Ryūtarō Arimura - voce e seconda chitarra
- Akira Nakayama - chitarra e cori
- Tadashi Hasegawa - basso e cori
- TAKASHI - batteria